# Chiesa di San Zenone (Cambiago)
La chiesa di San Zenone è la parrocchiale di Cambiago, in città metropolitana ed arcidiocesi di Milano; fa parte del decanato di Melzo.

## Storia
La prima citazione di una chiesa a Cambiago risale al Trecento ed è da ricercarsi in un documento del vescovo di Como Beltramo da Brossano; nella Notitia cleri del 1398 si legge che questa chiesa di Cambiago era filiale della pieve dei Santi Gervasio e Protasio di Gorgonzola.
Nel 1572 l'arcivescovo di Milano Carlo Borromeo, compiendo la sua visita pastorale, esortò a restaurare l'intera chiesa e, in particolare, a ricostruire il soffitto, di ricollocare il battistero e di ampliare l'altare della Beata Vergine Maria.
Dalla Nota parrocchie Stato di Milano del 1781 s'apprende che verso il 1780 i fedeli ammontavano a 758, saliti poi a 822 nel 1788, come testimoniato dal Piano della Pieve di Gorgonzola.
Nel 1897 l'arcivescovo Andrea Carlo Ferrari trovò che il reddito era di circa 2414 lire e che la parrocchiale, in cui aveva sede la confraternita del Santissimo Sacramento, aveva come filiale la chiesetta della Maria Vergine del Santissimo Rosario in località Torrazza.
In quello stesso anno il Genio Civile di Milano dichiarò la chiesa inagibile e parzialmente pericolante; così, inizialmente si pensò semplicemente di restaurare l'edificio, ma poi si preferì demolirlo e ricostruirlo ex novo. Nel 1898 iniziarono i lavori di edificazione e poi il 23 novembre 1911 la nuova chiesa fu consacrata dal già menzionato cardinal Ferrari. Entro il 1932 vennero eseguite le decorazioni e si rivestì la facciata, disegnata da Ugo Zanchetta, con dei blocchi di marmo bianco.

## Descrizione

### Esterno
La facciata della chiesa è a salienti; il corpo centrale, spartito in due registri da una cornice marcapiano e tripartito da due lesene sorreggenti il timpano triangolare, presenta il portale d'ingresso protetto da un protiro dotato di due colonne e, sopra di esso, una finestra, mentre le due ali laterali sono caratterizzate dai portali minori.
Accanto alla chiesa sorge il campanile, edificato nel 1807; ospita un concerto di campane realizzato nel 1937 dalla ditta Barigozzi ed elettrificato nel 1983.

### Interno
L'interno dell'edificio è suddiviso in tre navate separate da pilastri e sono presenti due altari laterali intitolati a San Giovanni Battista e a San Zeno Vescovo.
Opere di pregio qui conservate sono l'organo, costruito nel 1846 dalla ditta Giudici e restaurato verso il 1976 e nel 1990, e gli affreschi raffiguranti Gesù nell'orto degli ulivi e l'Adorazione Eucaristica, eseguiti all'inizio del XX secolo dal pittore ligure David Beghè.